# Marcella Sembrich
Marcella Sembrich, nome d'arte di Prakseda Marcelina Kochanska (Vyshnivchyk, 15 febbraio 1858 – 11 gennaio 1935), è stata un soprano polacca.
Ebbe un'importante carriera internazionale che la vide esibirsi principalmente al Metropolitan Opera House di New York e al Covent Garden di Londra.

## Biografia
Nata come Prakseda Marcelina Kochanska nacque a Wisniewczyk nel Regno di Galizia e Lodomiria, oggi Ucraina. Studiò inizialmente violino e pianoforte con suo padre e successivamente al Conservatorio di Leopoli pianoforte con il suo futuro marito Wilhelm Stengel e violino con Sigismond Bruckmann. Entrò quindi all'Università per la musica e le arti interpretative di Vienna nell'autunno del 1875. 
E fu li che venne scoperta la sua bella voce. A Vienna proseguì lo studio del violino con Joseph Hellmesberger, Sr. e quello del pianoforte con Julius Epstein e iniziò lo studio del canto con Viktor Rokitansky. 
Dopo un anno decise di interrompere lo studio di violino e pianoforte dedicandosi completamente a quello del canto. Giunse a Milano nel settembre 1876 per prendere lezioni da Giovanni Battista Lamperti, allora considerato uno dei migliori maestri di canto d'Europa, figlio di Francesco Lamperti con il quale studiò poi dal 1885.
Il 5 maggio 1877 sposa Wilhelm Stengel a Leopoli.
Dopo un anno di studio col il più giovane dei due Lamperti, la Sembrich fece il suo esordio nel Nea Phaleron Skini di Atene nel ruolo di Elvira nell'opera I puritani di Vincenzo Bellini il 3 giugno 1877. 
Ma non cantò soltanto ne I puritani, ma anche in Dinorah, Lucia di Lammermoor, Roberto il diavolo e La sonnambula! 
Fu a seguito della sua precoce formazione musicale che la Sembrich, poté, all'età di soli 19 anni, imparare tanti ruoli in lingua straniera così in fretta. 
Il suo successo fu immediato anche se aveva ancora molto da imparare. 
Dopo Atene venne scritturata dall'Opera di Vienna, ma a causa di una sopraggiunta gravidanza, dovette rompere il contratto. 
Durante la gravidanza e dopo la nascita del suo primo figlio, Wilhelm Marcel, continuò i suoi studi di canto, questa volta con Marie Seebach e Richard Lewey a Vienna.   

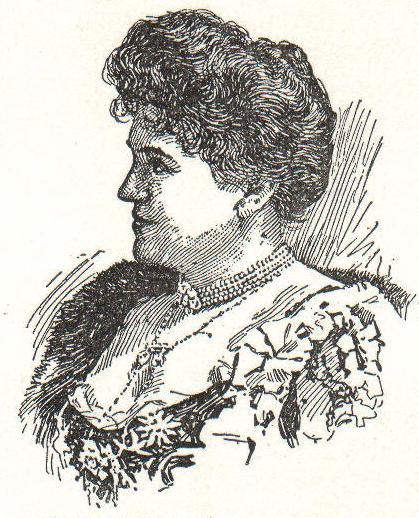
Disegno di Marcella Sembrich

Dopo una lunga e frustrante ricerca di una scrittura venne ingaggiata come cantante ospite al Semperoper di Dresda nel settembre del 1878 dove esordì nel ruolo di Lucia. 
Il suo successo fu immediato e fu subito integrata nella compagnia di canto del teatro dove rimase fino al 1880. Successivamente ruppe il contratto con l'Opera di Dresda per cantare in una serie di concerti che le consentì di raccogliere una somma di denaro che le consentisse di recarsi a Londra. 
Li ottenne un provino con l'auspicio dell'impresario Ernest Gye al Royal Opera House, Covent Garden con il quale firmò poi un contratto per cinque stagioni. Nel giugno del 1880 il suo esordio al Covent Garden in Lucia di Lammermoor fece scalpore. 
Interpretò poi Zerlina in Don Giovanni, Susanna in Le nozze di Figaro, Konstanze ne Il ratto dal serraglio, Lady Harriet in Martha e naturalmente la sua  Lucia il 12 giugno.
Nel 1883, Marcella Sembrich andò negli Stati Uniti al Metropolitan Opera House di New York. 
Fece il suo esordio per il Met, come Lucia il 24 ottobre 1883 con Italo Campanini (tenore) e Giuseppe Kaschmann e poi il 29 ottobre Elvira ne I puritani con Roberto Stagno bissando "Son vergin vezzosa", il 5 novembre Violetta ne La traviata, il 14 novembre Amina ne La sonnambula diretta da Cleofonte Campanini e bissa "Ah! Non giunge", il 16 novembre Gilda in Rigoletto con Sofia Scalchi, il 23 novembre Rosina ne Il barbiere di Siviglia, il 28 novembre Zerlina in Don Giovanni con Christina Nilsson, il 2 febbraio 1884 Lady Harriet in Martha bissando "The Last Rose of Summer" in tedesco, il 21 febbraio Ophélie in Hamlet (opera), il 19 marzo Marguerite de Valois in Les Huguenots e il 16 aprile Jiuliette in Romeo e Giulietta (Gounod). 
A seguito di una notevole perdita finanziaria con la programmazione del repertorio italiano, il Met decise di passare al repertorio tedesco che privilegiò per i successivi dodici anni.
Il 24 marzo 1887 è Lucia di Lammermoor al Wiener Staatsoper.
Lontana da New York, la Sembrich divenne la favorita del teatro italiano di San Pietroburgo in Russia dove cantò dal 1890 al 1897.
Nel Grand Théâtre de Monte Carlo il 21 gennaio 1893 Violetta ne La dévoyée" ("La traviata"), il 28 gennaio è Lucia di Lammermoor, il 4 febbraio Giulietta in Romeo e Giulietta con Jean de Reszke ed Édouard de Reszke, il 12 marzo 1894 Gilda in Rigoletto, il 29 marzo Amy Robsart nell'opera omonima di Isidore De Lara e il 12 aprile Marie ne La Fille du régiment.
Ella tornò al Met il 21 novembre 1898 come Susanna ne Le nozze di Figaro con Édouard de Reszke diretta da Enrico Bevignani, il 31 ottobre 1899 Marguerite in Faust diretta da Luigi Mancinelli, il 23 dicembre Norina in Don Pasquale con Antonio Pini-Corsi e Antonio Scotti, il 9 marzo 1900 Frau Fluth in Die lustigen Weiber von Windsor diretta da Emil Paur, il 30 marzo Queen of the Night in Die Zauberflöte, l'11 ottobre 1901 Elsa in Lohengrin (opera) con Louise Homer diretta da Walter Damrosch, il 6 gennaio 1902 Marie ne La Fille du régiment, il 14 febbraio Ulana in Manru di Ignacy Jan Paderewski, il 15 dicembre Mimì ne La bohème con Emilio De Marchi (tenore) e Marcel Journet, il 28 gennaio 1903 Elvira in Ernani, il 9 dicembre Nedda in Pagliacci (opera) con Enrico Caruso, il 23 gennaio 1904 Adina ne L'elisir d'amore con Caruso, il 16 febbraio 1905 Rosalinde in Die Fledermaus, il 20 dicembre 1906 Lakmé rimanendo fino al 1909 cantando in ben 466 spettacoli nel corso di undici stagioni. 
In occasione dei suoi 25 anni di sodalizio con il teatro, il 6 febbraio 1909, venne festeggiata con una serata di addio (Farewell Appearance in Opera and 25th Anniversary of Marcella Sembrich). 
Cantò poi in concerto fino al 1917. 
Dopo questa data, insegnò al Curtis Institute a Filadelfia e alla Juilliard School of Music. 
Fra i suoi allievi si ricordano Alma Gluck, Hulda Lashanska, Queena Mario, Dusolina Giannini, Josephine Antoine, Natalie Bodanya, Polyna Stoska, Jane Pickens. Alcuni dei suoi allievi divennero a loro volta insegnanti di vaglia e fra questi si ricordano Anna Hamlin (insegnante di Judith Raskin) allo Smith College, Edith Piper e Firenze Page Kimball (insegnanti di Leontyne Price) alla Juilliard, Eufemia Gregorio (insegnante di Anna Moffo, Judith Blegen e Frank Guarrera) al Curtis Institute.
Lo scoppio della prima guerra mondiale le aveva reso impossibile ritornare alle sue amate Alpi durante le estati e la Sembrich dovette scegliere le Adirondack Mountains dove trascorse le estati a Lake Placid nel periodo 1915-1921, e poi nella sua casa di Lake George nel periodo 1922-1934. Il Marcella Sembrich Opera Museum si trova a Bolton Landing vicino a New York e contiene molti ricordi della carriera della diva.
La Sembrich fu una grande patriota polacca per tutto il corso della sua vita. Durante la prima guerra mondiale fu presidente della American-Polish Relief Committee di New York. Si dedicò alla raccolta di fondi, generi alimentari e vestiti per i suoi connazionali che soffrivano. La Kosciuszko Foundation, un centro americano per la cultura polacca a New York, tiene annualmente la "Marcella Sembrich Voice Competition".
Due ritratti della Sembrich, di cui uno in costume di scena, sono stati dipinte nel 1899 da parte del pittore Adolfo Müller-Ury (1862-1947) ma sono andati perduti. Dal 1936 il suo ritratto di Alice Ruggles Sohier (1880-1969) è esposto alla Metropolitan Opera House. Ella ha realizzato una serie di registrazioni fonografiche prima della prima guerra mondiale per la Columbia Records (1903) e la Victor Talking Machine Company. Anche se queste registrazioni non riescono a rendere giustizia alla sua voce ed al suo indubbio talento artistico, sono state ristampate su CD e restituire all'ascolto.

## Repertorio
| Ruolo                | Titolo                          | Autore      |
| -------------------- | ------------------------------- | ----------- |
| Amina                | La sonnambula                   | Bellini     |
| Elvira               | I puritani                      | Bellini     |
| Lakmé                | Lakmé                           | Delibes     |
| Adina                | L'elisir d'amore                | Donizetti   |
| Lucia Ashton         | Lucia di Lammermoor             | Donizetti   |
| Marie                | La figlia del reggimento        | Donizetti   |
| Norina               | Don Pasquale                    | Donizetti   |
| Lady Harriet         | Martha                          | Flotow      |
| Margherita           | Faust                           | Gounod      |
| Giulietta Capuleti   | Romeo e Giulietta               | Gounod      |
| Nedda                | Pagliacci                       | Leoncavallo |
| Alice                | Roberto il diavolo              | Meyerbeer   |
| Margherita di Valois | Gli ugonotti                    | Meyerbeer   |
| Dinorah              | Dinorah                         | Meyerbeer   |
| Costanza             | Il ratto dal serraglio          | Mozart      |
| Susanna              | Le nozze di Figaro              | Mozart      |
| Zerlina              | Don Giovanni                    | Mozart      |
| Regina della Notte   | Il flauto magico                | Mozart      |
| Frau Fluth           | Le allegre comari di Windsor    | Nicolai     |
| Mimì                 | La bohème                       | Puccini     |
| Rosina               | Il barbiere di Siviglia         | Rossini     |
| Rosalinde            | Il pipistrello                  | Strauss     |
| Ofelia               | Amleto                          | Thomas      |
| Elvira               | Ernani                          | Verdi       |
| Gilda                | Rigoletto                       | Verdi       |
| Violetta Valéry      | La traviata                     | Verdi       |
| Elsa di Brabante     | Lohengrin                       | Wagner      |
| Eva                  | I maestri cantori di Norimberga | Wagner      |

## Discografia parziale
- Soprano Arias/Recordings 1906 - 1912 - Marcella Sembrich, 2010 Classical Moments
- Prima Voce: Marcella Sembrich, 2001 Nimbus